# (2208) Пушкин
(2208) Пушкин — астероид главного пояса, который был открыт 22 августа 1977 года советским астрономом Н. С. Черных в Крымской астрофизической обсерватории и 1 марта 1981 года назван в честь великого русского поэта А. С. Пушкина.
Свой оборот вокруг Солнца этот астероид совершает за 5,76 земных года.